# Campionato del mondo BDO 2015
Il Campionato del mondo BDO 2015 è stata la 38ª edizione del Campionato del mondo BDO organizzata dalla British Darts Organisation. Il defending champion Stephen Bunting non ha potuto difendere il titolo in quanto è passato in PDC all'inizio della stagione. Scott Mitchell ha battuto Martin Adams 7-6 in finale, vincendo così il suo primo titolo.
Nel torneo femminile, invece, Lisa Ashton è riuscita a difendere il proprio titolo, battendo in finale Fallon Sherrock e riconfermandosi campionessa del mondo BDO.
Per la prima volta nella storia si è disputato un torneo giovanile. L'olandese Colin Roelofs ha vinto il titolo, diventando così il primo Youth BDO world champion.
Il checkout più alto nel torneo è stato un 167 realizzato da Darius Labanauskas.

## Montepremi
Il montepremi è stato di £339 000. Inoltre £52,000 di ricompensa in caso di chiusura con nove frecce.
| Posizione         | Uomini   | Donne   | Giovani |
| ----------------- | -------- | ------- | ------- |
| Campione          | £100 000 | £12 000 | £5 000  |
| Secondo           | £35 000  | £5 000  | £2 000  |
| Semifinalisti     | £15 000  | £2 000  | £1 000  |
| Quarti di finali  | £6 500   | £1 000  | £250    |
| Top 16            | £4 500   | £500    |         |
| Primo turno       | £3 250   |         |         |
| Turno preliminare | £2 000   |         |         |
| Checkout più alto | £5 000   |         |         |
| Totale            | £300 000 | £29 000 | £10 000 |

## Risultati
Il sorteggio è stato fatto il 12 ottobre 2014.

### Uomini
Per la prima volta dal 1992 nessun giocatore olandese ha raggiunto i quarti di finale.

#### Turno preliminare
Le partite del turno preliminare si sono giocate dal 3 al 5 gennaio, al meglio di 5 set.
| Media | Giocatore        | Punteggio | Giocatore            | Media |
| ----- | ---------------- | --------- | -------------------- | ----- |
| 73.62 | Peter Sajwani    | 3–0       | Sam Head             | 69.48 |
| 82.44 | David Cameron    | 2–3       | Michel van der Horst | 82.08 |
| 71.97 | Eddy Sims        | 1–3       | Cedric Waegemans     | 75.39 |
| 75.36 | Seigo Asada      | 1–3       | Brian Dawson         | 84.90 |
| 82.74 | Karel Sedláček   | 3–2       | Paul Coughlin        | 75.72 |
| 84.51 | Mike Day         | 0–3       | Jeff Smith           | 86.10 |
| 76.14 | Jim Widmayer     | 3–2       | Rhys Hayden          | 71.28 |
| 80.04 | Willem Mandigers | 1–3       | Daniel Larsson       | 80.67 |

#### Top 32
|  | Primo turno (al meglio di 5 set) 3-6 gennaio | Primo turno (al meglio di 5 set) 3-6 gennaio | Primo turno (al meglio di 5 set) 3-6 gennaio |  |  | Secondo turno (al meglio di 7 set) 7-8 gennaio | Secondo turno (al meglio di 7 set) 7-8 gennaio | Secondo turno (al meglio di 7 set) 7-8 gennaio |                |   | Quarti (al meglio di 9 set) 9 gennaio | Quarti (al meglio di 9 set) 9 gennaio | Quarti (al meglio di 9 set) 9 gennaio |                |   | Semifinali (al meglio di 11 set) 10 gennaio | Semifinali (al meglio di 11 set) 10 gennaio | Semifinali (al meglio di 11 set) 10 gennaio |              |   | Finale (al meglio di 13 set) 11 gennaio | Finale (al meglio di 13 set) 11 gennaio | Finale (al meglio di 13 set) 11 gennaio |  |
|  |                                              |                                              |                                              |  |  |                                                |                                                |                                                |                |   |                                       |                                       |                                       |                |   |                                             |                                             |                                             |              |   |                                         |                                         |                                         |  |
|  | James Wilson                                 | James Wilson                                 | 1                                            |  |  |                                                |                                                |                                                |                |   |                                       |                                       |                                       |                |   |                                             |                                             |                                             |              |   |                                         |                                         |                                         |  |
|  | Peter Sajwani                                | Peter Sajwani                                | 3                                            |  |  | Peter Sajwani                                  | Peter Sajwani                                  | 0                                              |                |   |                                       |                                       |                                       |                |   |                                             |                                             |                                             |              |   |                                         |                                         |                                         |  |
|  | Robbie Green                                 | Robbie Green                                 | 3                                            |  |  | Robbie Green                                   | Robbie Green                                   | 4                                              |                |   |                                       |                                       |                                       |                |   |                                             |                                             |                                             |              |   |                                         |                                         |                                         |  |
|  | Darius Labanauskas                           | Darius Labanauskas                           | 1                                            |  |  |                                                |                                                |                                                |                |   | Robbie Green                          | Robbie Green                          | 1                                     |                |   |                                             |                                             |                                             |              |   |                                         |                                         |                                         |  |
|  | Gary Robson                                  | Gary Robson                                  | 3                                            |  |  |                                                |                                                | Jeff Smith                                     | Jeff Smith     | 5 |                                       |                                       |                                       |                |   |                                             |                                             |                                             |              |   |                                         |                                         |                                         |  |
|  | Cedric Waegemans                             | Cedric Waegemans                             | 0                                            |  |  | Gary Robson                                    | Gary Robson                                    | 3                                              |                |   |                                       |                                       |                                       |                |   |                                             |                                             |                                             |              |   |                                         |                                         |                                         |  |
|  | Wesley Harms                                 | Wesley Harms                                 | 1                                            |  |  | Jeff Smith                                     | Jeff Smith                                     | 4                                              |                |   |                                       |                                       |                                       |                |   |                                             |                                             |                                             |              |   |                                         |                                         |                                         |  |
|  | Jeff Smith                                   | Jeff Smith                                   | 3                                            |  |  |                                                |                                                |                                                |                |   | Jeff Smith                            | Jeff Smith                            | 0                                     |                |   |                                             |                                             |                                             |              |   |                                         |                                         |                                         |  |
|  | Martin Phillips                              | Martin Phillips                              | 0                                            |  |  |                                                |                                                |                                                |                |   |                                       |                                       | Scott Mitchell                        | Scott Mitchell | 6 |                                             |                                             |                                             |              |   |                                         |                                         |                                         |  |
|  | Madars Razma                                 | Madars Razma                                 | 3                                            |  |  | Madars Razma                                   | Madars Razma                                   | 3                                              |                |   |                                       |                                       |                                       |                |   |                                             |                                             |                                             |              |   |                                         |                                         |                                         |  |
|  | Jeffrey de Graaf                             | Jeffrey de Graaf                             | 0                                            |  |  | Brian Dawson                                   | Brian Dawson                                   | 4                                              |                |   |                                       |                                       |                                       |                |   |                                             |                                             |                                             |              |   |                                         |                                         |                                         |  |
|  | Brian Dawson                                 | Brian Dawson                                 | 3                                            |  |  |                                                |                                                |                                                |                |   | Brian Dawson                          | Brian Dawson                          | 2                                     |                |   |                                             |                                             |                                             |              |   |                                         |                                         |                                         |  |
|  | Scott Mitchell                               | Scott Mitchell                               | 3                                            |  |  |                                                |                                                | Scott Mitchell                                 | Scott Mitchell | 5 |                                       |                                       |                                       |                |   |                                             |                                             |                                             |              |   |                                         |                                         |                                         |  |
|  | Tony O'Shea                                  | Tony O'Shea                                  | 2                                            |  |  | Scott Mitchell                                 | Scott Mitchell                                 | 4                                              |                |   |                                       |                                       |                                       |                |   |                                             |                                             |                                             |              |   |                                         |                                         |                                         |  |
|  | Remco van Eijden                             | Remco van Eijden                             | 1                                            |  |  | Geert de Voos                                  | Geert de Voos                                  | 2                                              |                |   |                                       |                                       |                                       |                |   |                                             |                                             |                                             |              |   |                                         |                                         |                                         |  |
|  | Geert De Vos                                 | Geert De Vos                                 | 3                                            |  |  |                                                |                                                |                                                |                |   | Scott Mitchell                        | Scott Mitchell                        | 7                                     |                |   |                                             |                                             |                                             |              |   |                                         |                                         |                                         |  |
|  | Alan Norris                                  | Alan Norris                                  | 3                                            |  |  |                                                |                                                |                                                |                |   |                                       |                                       |                                       |                |   |                                             |                                             | Martin Adams                                | Martin Adams | 6 |                                         |                                         |                                         |  |
|  | Daniel Larsson                               | Daniel Larsson                               | 2                                            |  |  | Aln Norris                                     | Aln Norris                                     | 3                                              |                |   |                                       |                                       |                                       |                |   |                                             |                                             |                                             |              |   |                                         |                                         |                                         |  |
|  | Darryl Fitton                                | Darryl Fitton                                | 3                                            |  |  | Darryl Fitton                                  | Darryl Fitton                                  | 4                                              |                |   |                                       |                                       |                                       |                |   |                                             |                                             |                                             |              |   |                                         |                                         |                                         |  |
|  | Paul Jennings                                | Paul Jennings                                | 0                                            |  |  |                                                |                                                |                                                |                |   | Darryl Fitton                         | Darryl Fitton                         | 2                                     |                |   |                                             |                                             |                                             |              |   |                                         |                                         |                                         |  |
|  | Glen Durrant                                 | Glen Durrant                                 | 3                                            |  |  |                                                |                                                | Glenn Durrant                                  | Glenn Durrant  | 5 |                                       |                                       |                                       |                |   |                                             |                                             |                                             |              |   |                                         |                                         |                                         |  |
|  | Karel Sedláček                               | Karel Sedláček                               | 1                                            |  |  | Glenn Durrant                                  | Glenn Durrant                                  | 4                                              |                |   |                                       |                                       |                                       |                |   |                                             |                                             |                                             |              |   |                                         |                                         |                                         |  |
|  | Jamie Hughes                                 | Jamie Hughes                                 | 3                                            |  |  | Jamie Hughes                                   | Jamie Hughes                                   | 1                                              |                |   |                                       |                                       |                                       |                |   |                                             |                                             |                                             |              |   |                                         |                                         |                                         |  |
|  | Michel van der Horst                         | Michel van der Horst                         | 1                                            |  |  |                                                |                                                |                                                |                |   | Glenn Durrant                         | Glenn Durrant                         | 5                                     |                |   |                                             |                                             |                                             |              |   |                                         |                                         |                                         |  |
|  | Scott Waites                                 | Scott Waites                                 | 3                                            |  |  |                                                |                                                |                                                |                |   |                                       |                                       | Martin Adams                          | Martin Adams   | 6 |                                             |                                             |                                             |              |   |                                         |                                         |                                         |  |
|  | Sam Hewson                                   | Sam Hewson                                   | 2                                            |  |  | Scott Waites                                   | Scott Waites                                   | 0                                              |                |   |                                       |                                       |                                       |                |   |                                             |                                             |                                             |              |   |                                         |                                         |                                         |  |
|  | Ross Montgomery                              | Ross Montgomery                              | 3                                            |  |  | Ross Montgomery                                | Ross Montgomery                                | 4                                              |                |   |                                       |                                       |                                       |                |   |                                             |                                             |                                             |              |   |                                         |                                         |                                         |  |
|  | Pip Blackwell                                | Pip Blackwell                                | 1                                            |  |  |                                                |                                                |                                                |                |   | Ross Montgomery                       | Ross Montgomery                       | 1                                     |                |   |                                             |                                             |                                             |              |   |                                         |                                         |                                         |  |
|  | Martin Adams                                 | Martin Adams                                 | 3                                            |  |  |                                                |                                                | Martin Adams                                   | Martin Adams   | 5 |                                       |                                       |                                       |                |   |                                             |                                             |                                             |              |   |                                         |                                         |                                         |  |
|  | Jan Dekker                                   | Jan Dekker                                   | 1                                            |  |  | Martin Adams                                   | Martin Adams                                   | 4                                              |                |   |                                       |                                       |                                       |                |   |                                             |                                             |                                             |              |   |                                         |                                         |                                         |  |
|  | Rick Hofstra                                 | Rick Hofstra                                 | 1                                            |  |  | Jim Widmayer                                   | Jim Widmayer                                   | 0                                              |                |   |                                       |                                       |                                       |                |   |                                             |                                             |                                             |              |   |                                         |                                         |                                         |  |
|  | Jim Widmayer                                 | Jim Widmayer                                 | 3                                            |  |  |                                                |                                                |                                                |                |   |                                       |                                       |                                       |                |   |                                             |                                             |                                             |              |   |                                         |                                         |                                         |  |

### Donne
La defending champion Lisa Ashton, dopo aver battuto Deta Headman al primo turno, in un re-match della finale del 2014, è diventata la giocatrice più anziana (44 anni) a vincere questo torneo. Ha inoltre stabilito il record di maggior 180 in una singola partita (6 in finale) e nell'intero torneo (13).
|  | Semifinali (al meglio di 3 set) 9 gennaio | Semifinali (al meglio di 3 set) 9 gennaio | Semifinali (al meglio di 3 set) 9 gennaio |                 |             | Finale (al meglio di 5 set) 10 gennaio | Finale (al meglio di 5 set) 10 gennaio | Finale (al meglio di 5 set) 10 gennaio |  |
|  |                                           |                                           |                                           |                 |             |                                        |                                        |                                        |  |
|  | Lisa Ashton                               | Lisa Ashton                               | 2                                         |                 |             |                                        |                                        |                                        |  |
|  | Lisa Ashton                               | Lisa Ashton                               | 2                                         |                 |             |                                        |                                        |                                        |  |
|  | Sharon Prins                              | Sharon Prins                              | 0                                         |                 |             |                                        |                                        |                                        |  |
|  | Sharon Prins                              | Sharon Prins                              | 0                                         |                 | Lisa Ashton | Lisa Ashton                            | 3                                      |                                        |  |
|  |                                           |                                           |                                           |                 | Lisa Ashton | Lisa Ashton                            | 3                                      |                                        |  |
|  |                                           |                                           | Fallon Sherrock                           | Fallon Sherrock | 1           |                                        |                                        |                                        |  |
|  | Anastasia Dobromyslova                    | Anastasia Dobromyslova                    | Fallon Sherrock                           | Fallon Sherrock | 1           | 1                                      |                                        |                                        |  |
|  | Anastasia Dobromyslova                    | Anastasia Dobromyslova                    |                                           |                 |             |                                        |                                        |                                        |  |
|  | Fallon Sherrock                           | Fallon Sherrock                           | 2                                         |                 |             |                                        |                                        |                                        |  |